# Кублашвілі Константін
Кублашвілі Константін (нар. 1973 року в м. Ткібулі) — грузинський юрист, доктор юридичних наук, очільник Верховного суду Грузії.

## Біографія
У 1995 р. закінчив факультет міжнародного права та міжнародних відносин Тбіліського держуніверситету. Працював у Центрвиборчкомі Грузії та юридичному департаменті парламенту.
У 1998—2000 роках навчався в Ганноверському університеті, де захистив докторську дисертацію.
У 2000—2002 рр. був заступником міністра юстиції Грузії.
На початку 2004 року став директором Фонду розвитку і реформ, метою якого була боротьба з корупцією у вищих ешелонах влади.
У 2005 р. очолив Верховний суд Грузії.